# سین لاین
سین لاین (برمه‌ای: စိန်လှိုင်؛ ۱۰ نوامبر ۱۹۱۸ – ۷ مهٔ ۲۰۱۰) بازیکن فوتبال اهل میانمار بود.
وی سرمربی تیم ملی فوتبال میانمار در بازی‌های المپیک تابستانی ۱۹۷۲ بوده‌است.